# Enångers socken
Enångers socken i Hälsingland ingår sedan 1971 i Hudiksvalls kommun och motsvarar från 2016 Enångers distrikt.
Socknens areal är 298,50 kvadratkilometer, varav 287,70 land. År 2000 fanns här 1 634 invånare. Tätorten och kyrkbyn Enånger med sockenkyrkan Enångers kyrka ligger i socknen.

## Administrativ historik
Enångers socken har medeltida ursprung. Ur församlingen utbröts 12 juni 1798 en del till den då nybildade Nianfors församling.

Sockenvapen

Vid kommunreformen 1862 övergick socknens ansvar för de kyrkliga frågorna till Enångers församling och för de borgerliga frågorna bildades Enångers landskommun. 23 april 1869 utbröts ur landskommunen en del till den då bildade Nianfors landskommun.. Enångers landskommun inkorporerades 1963 i Iggesunds landskommun som 1971 uppgick i Hudiksvalls kommun. Församlingen uppgick 2006 i Enånger-Njutångers församling.
1 januari 2016 inrättades distriktet Enånger, med samma omfattning som församlingen hade 1999/2000.  
Socknen har tillhört fögderier, tingslag och domsagor enligt vad som beskrivs i artikeln Hälsingland. De indelta båtsmännen tillhörde Första Norrlands förstadels båtsmanskompani.

## Geografi
Enångers socken ligger söder om Hudiksvall kring Enångersån och vid kusten och med en skärgård vid Enångersfjäden. Socknen består vid kusten av småkuperad skogsbygd rik på vikar och sjöar och i väster av höglänt skogsbygder som Storåsen når 321 meter över havet.
Området genomkorsas i av europaväg 4
I söder, vid mynningen av Långvindsån ligger Långvinds bruk, numera nedlagt.

### Geografisk avgränsning
Socknen gränsade i norr till Njutånger och Nianfors socknar. I väster gränsade den till Arbrå socken och i söder till Rengsjö, Norrala och Tönö socknar. Inom den gamla sockengränsen ingick byarna Lindefallet och Östra Bölan, Larsbo, Långvind, Fjäle, Finnicka och Essvik.
Bland sjöarna inom området kan nämnas Hedsjön, Norasjön, Ångersjön och Hälsen.

## Fornlämningar
Från stenåldern finns boplatsen Hedningakällan. Från bronsåldern finns gravrösen och från järnåldern gravfält och gravhögar.

### Hedningahällan
På Hedningahällan finns en stenåldersboplats på en hög klippa som på boplatstiden var en ö vid kusten. Fynd av yxor och keramik daterar boplatsen till mellanneolitisk-senneolitisk tid. Keramiken har antagits knyta an till Kiukaiskeramik men den kan, liksom annan samtida keramik på den mellannorrländska kusten, utgöra en lokal, inhemsk grupp. Benfynden visar att platsen beboddes av säljägare.

## Namnet
Namnet (1344 Enanger) har förleden som troligen innehåller ett gammalt namn på Enångersån, Ena som kan tolkas 'ån vid vilket det växer en'. Efterleden är anger, 'havsvik' syftande på Enångersviken där ån mynnar.

## Dialekt
Institutet för språk och folkminnen har givit ut en ordlista över Enångersmålet. Ordlistan sammanställdes av den lokala folklivsforskaren Hugo Enström under åren 1981–1986.

## Befolkningsutveckling
| Befolkningsutvecklingen i Enångers socken 1750–1990                                                      | Befolkningsutvecklingen i Enångers socken 1750–1990 | Befolkningsutvecklingen i Enångers socken 1750–1990 | Befolkningsutvecklingen i Enångers socken 1750–1990 | Befolkningsutvecklingen i Enångers socken 1750–1990 |
| --- | --------------------------------------------------- | --------------------------------------------------- | --------------------------------------------------- | --------------------------------------------------- |
| |                                                     |                                                     |                                                     |                                                     |
| År |                                                     |                                                     | Folkmängd                                           |                                                     |
| 1750 | 1750                                                |                                                     | 1 017                                               |                                                     |
| 1760 | 1760                                                |                                                     | 1 035                                               |                                                     |
| 1769 | 1769                                                |                                                     | 1 186                                               |                                                     |
| 1780 | 1780                                                |                                                     | 1 215                                               |                                                     |
| 1790 | 1790                                                |                                                     | 1 311                                               |                                                     |
| 1800 | 1800                                                |                                                     | 1 504                                               |                                                     |
| 1810 | 1810                                                |                                                     | 1 618                                               |                                                     |
| 1820 | 1820                                                |                                                     | 1 773                                               |                                                     |
| 1830 | 1830                                                |                                                     | 1 988                                               |                                                     |
| 1840 | 1840                                                |                                                     | 2 197                                               |                                                     |
| 1850 | 1850                                                |                                                     | 2 418                                               |                                                     |
| 1860 | 1860                                                |                                                     | 2 645                                               |                                                     |
| 1870 | 1870                                                |                                                     | 2 823                                               |                                                     |
| 1880 | 1880                                                |                                                     | 3 112                                               |                                                     |
| 1890 | 1890                                                |                                                     | 2 995                                               |                                                     |
| 1900 | 1900                                                |                                                     | 2 925                                               |                                                     |
| 1910 | 1910                                                |                                                     | 2 848                                               |                                                     |
| 1920 | 1920                                                |                                                     | 2 785                                               |                                                     |
| 1930 | 1930                                                |                                                     | 2 846                                               |                                                     |
| 1940 | 1940                                                |                                                     | 2 585                                               |                                                     |
| 1950 | 1950                                                |                                                     | 2 285                                               |                                                     |
| 1960 | 1960                                                |                                                     | 1 985                                               |                                                     |
| 1970 | 1970                                                |                                                     | 1 610                                               |                                                     |
| 1980 | 1980                                                |                                                     | 1 597                                               |                                                     |
| 1990 | 1990                                                |                                                     | 1 632                                               |                                                     |
| Anm: Källor: Umeå universitet - Tabellverket 1749-1859, Demografiska databasen, CEDAR, Umeå universitet. |                                                     |                                                     |                                                     |                                                     |

## Kända personer från bygden
- Östen Eriksson
- Haaken Gulleson
- Arvid Sundin
- Magnus Sundström